# The Dark Mirror (film 1920)
The Dark Mirror è un film muto del 1920 diretto da Charles Giblyn. La sceneggiatura di E. Magnus Ingleton si basa sull'omonimo romanzo di Louis Joseph Vance pubblicato a Garden City nel 1920. Prodotto e supervisionato da Thomas H. Ince, il film aveva come interpreti Dorothy Dalton (nel doppio ruolo di due gemelle), Huntley Gordon, Walter D. Nealand.

## Trama

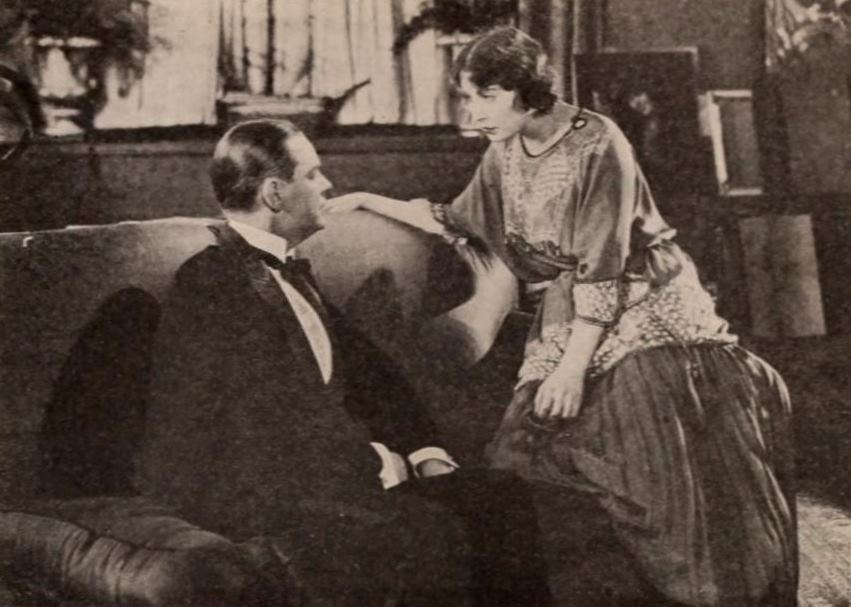
Huntley Gordon e Dorothy Dalton

Priscilla Maine è perseguitata da visioni di presenze minacciose e confida i suoi incubi al giovane dottor Philip Fosdick. Questi, un giorno, leggendo sul giornale di un fatto di cronaca recentemente accaduto, riconosce nelle persone coinvolte in un crimine gli stessi personaggi che popolano gli angosciosi sogni di Priscilla. Messosi a indagare, scopre che la donna ha una sorella gemella, Nora O'Moore, che vive nei bassifondi e che è appena sfuggita alle grinfie di Red Carnahan, il capo di una gang. Carnahan, però, riesce a trovarla e, dopo averla portata in riva a un lago, la uccide annegandola.

Quando Priscilla si trova al lago, sente una strana attrazione per quelle acque. Carnahan, vedendola, crede di vedere Nora e, terrorizzato dalla sua presenza, trova la morte nello stesso luogo dove è morta la sua vittima. Priscilla, svenuta, viene portata via da Philip che la guarisce dai suoi incubi. I due scoprono che lei e lo gemella erano il frutto del matrimonio di suo padre con una zingara; quando la madre era scappata via con Nora, Priscilla era rimasta a casa, dove il padre l'aveva cresciuta senza mai rivelarle la verità sulla sua nascita.

## Produzione
Le riprese del film, prodotto dalla Famous Players-Lasky Corporation con il titolo di lavorazione Jericho, iniziarono nell'ottobre 1919. Fu il film d'esordio per Donald MacPherson.

## Distribuzione
Il copyright del film, richiesto da Thomas H. Ince, fu registrato il 27 marzo 1920 con il numero LP14935.

Distribuito dalla Paramount-Artcraft Pictures, il film fu presentato in prima a New York nella settimana del 9 maggio 1920, a Los Angeles a fine maggio 1920, uscendo nelle sale statunitensi il 16 maggio 1920.
Nel Regno Unito, fu distribuito il 30 maggio 1921 con il titolo The Dark Mirror; in Svezia, uscì come Den mörka spegeln.
Copia completa della pellicola si trova conservata negli archivi della Library of Congress di Washington.
Il 16 marzo 2012, il film fu presentato al Cinefest.